# Strada maestra M-7
La strada maestra M-7 (in montenegrino Magistralni put M-7) è una delle strade maestre del Montenegro. Oltre il confine bosniaco continua come strada statale 6.

## Storia
Nel 1981 fu aperta l'autostrada M-6 che univa la Repubblica Socialista di Slovenia con la Repubblica Socialista di Montenegro via Croazia e Bosnia-Erzegovina.
Nel 2016 il governo montenegrino ha ribattezzato la strada con il nome attuale.